# Чуја Накахара
Чуја Накахара (中原 中也, 29. април 1907 — 22. октобар 1937) рођен Чуја Кашимура (柏村 中也) је био јапански песник, који је био активан у Шова периоду. Бавио се експерименталном поезијом које је у већини случајева долазила из Француске, а такође је био инспирисан дадаизмом. Био је један од главних реноватора јапанске поезије. Иако је умро у својој тридесетој години, написао је преко 350 песама. Многи су га звали „Јапански Рембо“ јер је гајио велику љубав према споменутом песнику, а неке његове песме је превео 1934. године. 

## Рани живот
Чуја Накахара је рођен у Јамагучију, где је његов отац, Кенске Кашимура, био војни доктор. Кенске се оженио Фуком Накахаром и тиме је усвојио њихово презиме. Чујим отац је због посла морао да иде у Хирошиму и Каназаву, његова породица је такође отишла са њим. Враћају се у Јамагучи тек 1914. Кенске је 1917. основао своју клинику на истој локацији где се тренутно налази споменик Чуји Накахари.
Пошто Накахарини родитељи нису могли да добију дете шест година, били су пресрећни Чујиним рођењем те су славили три дана.

## Образовање и књижевни почеци
Пошто је био најстарији син успешног доктора, од Накахаре се очекивало да прати кораке свог оца. Због тога, Накахара је имао детињство другачије од остале деце. Нису му дозвољавали да се дружи са децом нижег статуса, пошто је Кенске био забринут да су морали грађана ниски. Још један пример строгог надзора који су његови родитељи имали је била забрана Чују да се купа у реци, у страху да ће се удавити, иако су његова млађа браћа имала слободу да то раде. Како је одрастао, суочавао се са строгим казнама, на пример био је натеран да стоји окренут ка зиду, и кад би се барем мало померио, жаром цигаре би му спалили пету. Али, упркос томе, најгора казна за Чују је била да спава у амбару, казна коју је он добијао више од његове браће. Све ово су радили у нади да ће спремити њиховог сина да наследи породицу и да ће наследити очеву каријеру.
У основној школи, Накахара је имао сјајне оцене, називали су га генијем. Окренуо се књижевности након смрти свог млађег брата Цугуруа (1915). Кренуо је да пише поезију и 1920. је послао своје радове, своју поезију од три стиха, локалним новинама и женском магазину док је још био у основној школи. Исте године је положио испит за нижу средњу школу са савршеним резултатима. У овом периоду је кренуо да се супротставља очевим стриктним правилима. Престао је да учи и оцене су му се погоршале јер се скроз препустио књижевности. Његов отац, Кенске, се страшно плашио утицаја који је литература имала на његовог сина. Кенске је једном пронашао Накахарин скривен рад, те га је казнио и опет послао у амабар. У овом периоду Накахара је почео да пије и пуши, што је још више погоршало његов школски успех.
1923. пао је испит за трећу годину. Речено је да је Накахара позвао једног пријатеља у своју собу за учење, те је поцепао папир и узвикнуо „Ура“. Може се рећи да је намерно пао, јер докле год да је био успешан, остао би под строгим надзором својих родитеља. С друге стране, Кенске је ове вести примио са великим стидом, опет је казнио свог сина и послао га у амбар. У пркос овоме, Накахара је одбијао да се врати у ову школу, и овај инцидент је довео до тога да се Кенске извини свом сину. Накахара је био пребачен у другу школу, Основну школау Рицумеикан, која се налазила у Кјоту. Накахара је почео да живи сам, али и даље је, као и до своје смрти, живео на рачуну својих родитеља. 
У Кјоту је пронашао много утицаја који су га на крају обликовали као песника. Читао је дадаистичку поезију Шинкићија Такахашија, што га је инспирисало да поново почне да пише. Овај уметнички покрет постао је део његовог песничког и животног стила и касније му је донело надимак „Дада-сан“. На зиму је упознао три године старију глумицу Јасуко Хасегаву, а у априлу 1924. су почели да живе заједно. Такође се те године спријатељио са колегом, песником Томинагом Тароом. Након завршетка средње школе, Чуја и Јасуко су одлучили да прате Томинагу у Токио, на основу похађања универзитета. Због недостатка докумената или кашњења није могао да полаже испит, породица га је пустила да остане у Токију под условом да иде у припремну школу.
1926. године је, без информисања родитеља, напустио припремну школу и почео је да учи француски у Athénée Français.
Људи су сматрали његове строфе апстрактним, исповедним, пружале су генералан осећај бола и меланхолије, емоције које су лако могле да се вежу за песниковов живот. 

## Књижевна каријера
У почетку, Накахара је фаворизовао поезију у јапанском традиционалном формату танка, али су га касније (у тинејџерским годинама) привукли модерни стилови слободних стихова које су заступали дадаистички песник Такахаши Шинкичи и Томинага Таро. Након што се преселио у Токио, упознао је Кавакамија Тецтара и Шохеи Оока, са којима је почео да објављује часопис за поезију, Хакучигун (Група идиота). Спријатељио га је утицајни књижевни критичар Кобајаши Хидео, који га је упознао са француским песницима симболистима Артуром Рембоом и Полом Верленом, чије је песме преводио на јапански. Римбадов утицај је превазишао само његову поезију, а Накахара је постао познат по свом „боемском“ начину живота.

Накахара је прилагодио традицијално бројање пет од седам који се користе у јапанским хаикуима и танаки, али је често мењао ове бројеве да би његова дела имала музикални ефекат. Ово се доказало ефикасним, јер је његова поезија касније коришћена као текст песама. Чујине радове су одбили многи издавачи, проналазио је одобрење у мањим литерарним магазнима, укључујући и Јамамају, који је Чуја основао заједно са Хидеом Кобајашијем. Остао је у блиским односима са Кобајашијем иако је у новембру 1925. Јасуко Хасегава напустила Накахару да би била са Кобајашијем. Ово се десило убрзо након Томинагине смрти. Децембра 1927. је упознао композитора Сабуроа Мороиа, који је касније укључио Чујину поезију у његову музику то можемо видети у Asa no Uta (朝の歌, „Јутрања песма“) и Rinjū (臨終, „Смртни кревет“). У априлу 1931. године Чуја је упао на Токијски фаултет страних језика, где је учио француски све до марта 1933.
Накахара се оженио Такако Уеном (далеком рођаком) у децембру 1933. године. Његов први син, Фумија Накахара, је рођен октобра 1934. Фумија је умро у новембру 1936. због туберколозе, што је довело Чују до очаја. Никад се није опоравио од тог губитка, иако је добио још једног сина у децембру. Ова патња може да се примети у његовој поезији.
Накахара је био хоспитализован у Чиби, јануара 1937. У фебруару, је пуштен из болнице, тад се сели у Камакуру, јер није могао да издржи да живи у кући која га је подсећала на Фумија. Оставио је велики број својих радова Кобајашију и планирао је да се врати свом родном граду у Јамагучију, али је умро у октобру 1937. када је имао 30 година, од туберколозе менангитиса. Убрзо након његове смрти и његов син умире од исте болести. Сахрањен је у породичној гробници, која се налазила у његовом родном граду у Јамагучију, иста гробница је представљена у његовој поезији Цикада (蟬, Semi).

## Наслеђе
Само једна његова анталогија поезије, Козије песме (山羊の歌, Goat Songs, 1934) је била издата за његовог живота (самофинансирано издање, штампано у 200 примерака) Уредио је и другу колекцију „Песме о пролазећим данима“ (在りし日の歌, Songs of Bygone Days, 1938) мало пре његове смрти. Током свог живота, Накахара није био познат песник. Али емоције које су његови текстови доносили сада имају велики утицај и доста обожаватеља, млади су поготово заинтересовани за његову поезију. Сада се Накахарина дела проучавају по јапанским школама, и његов портрет је свима добро познат. Кобајаши Хидео, коме је Накахара пред своју смрт поверио своју манускриптуру за Arishi Hi no Uta, је био одговоран за скок у популарности и промоцији Чујиног рада. Припомогао је и Оока Шохеи који је скупио и уредио The Complete Works of Nakahara Chūya, колекцију песникових журнала, поезије и писама који нису пре били објављени. 
- Књижевна награда, Накахара Чуја награда, је установљена 1996. у граду Јамагучи, у знак сећања на Чују. Награда је додељивана годишње најбољој збирци песама која има „свеж сензибилитет“ (shinsen na kankaku). Победник би добио награду од милион јена, и поред тога његова збирка би била преведена на енглески. Мада, последњих година су престали да преводе победничке колекције.
- Ацидни-фолк певач Казуки Томокава је снимио два албума под називом Ore no Uchide Nariymanai Uta и Nakahara Chuya Sakuhinnshu служио се текстовима Накахарине поезије.